# Нарадзаки, Норико
Норико́ Нарадза́ки (яп. 楢崎 教子, в девичестве Сугава́ра (яп. 菅原); 27 сентября 1972, Ямато) — японская дзюдоистка лёгкой и полулёгкой весовых категорий, выступала за сборную Японии во второй половине 1990-х годов. Бронзовая призёрша летних Олимпийских игр в Атланте, серебряная призёрша летних Олимпийских игр в Сиднее, чемпионка мира, обладательница серебряной медали Азиатских игр, победительница многих турниров национального и международного значения.

## Биография
Норико Сугавара родилась 27 сентября 1972 года в городе Ямато префектуры Канагава. Активно заниматься дзюдо начала с раннего детства, позже продолжила подготовку во время обучения в Цукубском университете в Цукубе.
Первого серьёзного успеха на взрослом международном уровне добилась в 1994 году, когда попала в основной состав японской национальной сборной и побывала на домашних Азиатских играх в Хиросиме, откуда привезла награду серебряного достоинства, выигранную в лёгкой весовой категории — в решающем поединке потерпела поражение от кореянки Чон Сон Ён. Благодаря череде удачных выступлений удостоилась права защищать честь страны на летних Олимпийских играх 1996 года в Атланте — взяла верх над первыми тремя соперницами в полулёгком весе, однако уже на стадии четвертьфиналов проиграла представительнице Кубы Легне Вередесии, действующей чемпионке Панамериканских игр. В утешительных поединках за третье место поборола двоих оппоненток и завоевала тем самым бронзовую олимпийскую медаль.
После Олимпиады в США Сугавара осталась в основном составе дзюдоистской команды Японии и продолжила принимать участие в крупнейших международных турнирах. Так, в 1999 году она выступила на чемпионате мира в английском Бирмингеме, где одолела в лёгком весовом дивизионе всех соперниц, в том числе взяла реванш у кубинки Вередесии в финале, и стала таким образом чемпионкой мира по дзюдо. Будучи в числе лидеров японской национальной сборной, благополучно прошла квалификацию на Олимпийские игры 2000 года в Сиднее — на момент участия в Играх она уже вышла замуж и выступала под фамилией мужа Нарадзаки. На сей раз выиграла первые четыре поединка полулёгкой весовой категории, в частности поборола сильную китаянку Лю Юйсян в полуфинале, но в решающем поединке вновь встретилась со своей давней соперницей Легной Вередесией и снова ей проиграла, получив в итоге серебряную олимпийскую медаль. Вскоре по окончании этих соревнований приняла решение завершить карьеру профессиональной спортсменки, уступив место в сборной молодым японским дзюдоисткам.
Впоследствии работала преподавателем в частном Университете Бункё, куда устроилась на работу в апреле 2001 года.